# Fast Product
Fast Product était un label indépendant, fondé en décembre 1977 à Édimbourg (Écosse) par Bob Last.
C'est un label emblématique des débuts du rock indépendant; il est connu notamment pour avoir sorti les premiers disques de Human League, Gang of Four, The Mekons, et Scars. Ils ont également sorti trois ear comic (Bandes-dessinées pour l'oreille) précurseurs du genre: Earcom One avec The Prats, The Flowers, The Blank Students et Graph; Earcom Two avec The Thursdays, Basczax et Joy Division; et Earcom Three avec DAF, Stupid Babies, Noh Mercy, The Middle Class et From Chorley.
Le label avait adopté une posture clairement subversive vis-à-vis du pouvoir établi, en problématisant la musique pop et en politisant leur jeune auditoire. Fast Product cherchait à leur faire prendre conscience de la prise de contrôle qu'ils exerçaient sur les moyens d'expression, en se réappropriant résolument les moyens de production. Les emballages des disques contenaient souvent des allusions caustiques et critiques envers la société de consommation.
Les activités de fast Product sont devenues emblématiques du bouillonnement culturel qui était en train de donner naissant au rock indé.
Plus tard, Bob Last fonda le label Pop Aural qui eut des contrats avec des groupes tels que The Flowers, Boots For Dancing et The Fire Engines.
Fast Product est également le nom d'un trio originaire de Chicago, dont le nom rend hommage au label

## Discographie

### Albums
- FAST 11 V/A - The First Year Plan LP (Compilation single, également édité par EMI, EMC 3312 dans le catalogue de ce dernier)

### Singles
- FAST 1 The Mekons - Never Been In A Riot / 32 Weeks / Heart & Soul 7"
- FAST 2 2.3 - Where To Now? / All Time Low 7"
- FAST 4 The Human League - Being Boiled / Circus Of Death 7"
- FAST 5 Gang of Four - Damaged Goods / Love Like Anthrax / Armalite Rifle 7"
- FAST 7 The Mekons - Where Were You? / I'll Have To Dance Then (On My Own) 7"
- FAST 8 Scars - Adult/ery / Horrorshow 7"
- FAST 9a V/A - Earcom One 12" (The Prats, Flowers, Blank Students et avec flexi rose de Jo Callis)
- FAST 9b V/A - Earcom Two 12" (deux morceaux de Joy Division, plus The Thursdays & Basczax)
- FAST 9c V/A - Earcom Three 7" (Double single avec notamment DAF)
- FAST 10 The Human League - The Dignity of Labour 12" (flexi-disc gratuit)
- FAST 12 Dead Kennedys - California Uber Alles / Man With The Dogs 7"

### Autres
- FAST 3 Fast Product The Quality Of Life No.1 (Zine, mars 1978)
- FAST 6 Fast Product The Quality Of Life No.2 (Zine, avril 1979)

## Sources/Références
1. ↑  Fast Product Chicago's Own Rapscallions

- (en) Cet article est partiellement ou en totalité issu de l’article de Wikipédia en anglais intitulé « Fast Product » (voir la liste des auteurs).